# Centre Termolúdic Caldea
El Centre Termolúdic Caldea, conegut popularment com a Caldea, és un centre situat a la parròquia d'Escaldes-Engordany del Principat d'Andorra. Fou creat l'any 1994 com a centre termolúdic que aprofita les propietats de l'aigua termal natural que es troba a la població d'Escaldes. Les fonts termals d'aigües sulfuroses i nitrogenades sulfuroses afloren al nord-est de la falla que recorre longitudinalment la plana d'Andorra i que donaren nom a la població.
El projecte de creació del centre termal i lúdic fou presentat el 1984, com a centre que aprofitava l'aigua calenta natural i es plantejava com "a element identificador i vertebrador d'un desenvolupament contemporani més diversificat". Deu anys més tard es va inaugurar sota la propietat d'una societat d'economia mixta anomenada SEMTEE SA. Des de la seva creació fins al 2009, Caldea ha rebut més de 5 milions de visitants.